# Tswanyaneng
Tswanyaneng – wieś w Botswanie w dystrykcie Southern. Według spisu ludności z 2011 roku wieś liczyła 297 mieszkańców.